# Кларк (округ, Айова)
Кларк (англ. Clarke County) — округ в США, штате Айова. На 2000 год численность населения составляла 9133 человек. По оценке бюро переписи населения США в 2009 году население округа составляло 9086 человек. Окружным центром является город Осеола.

## История
Округ Кларк был сформирован 13 января 1846 года.

## География
По данными Бюро переписи населения США площадь округа Кларк составляет 1116 км².

### Основные шоссе
- Федеральная автострада 35
- Шоссе 34
- Шоссе 69
- Автострада 152

### Соседние округа
- Мадисон  (северо-запад)
- Уоррен  (северо-восток)
- Лукас  (восток)
- Декейтер  (юг)
- Юнион  (запад)

## Демография
По данным переписи населения 2000 года в округе проживало 9133 жителей. Среди них 24,7 % составляли дети до 18 лет, 16,8 % люди возрастом более 65 лет. 50,5 % населения составляли женщины.
Национальный состав был следующим: 98,1 % белых, 0,2 % афроамериканцев, 0,4 % представителей коренных народов, 0,5 % азиатов, 7,3 % латиноамериканцев. 0,7 % населения являлись представителями двух или более рас.
Средний доход на душу населения в округе составлял $16409. 11,2 % населения имело доход ниже прожиточного минимума. Средний доход на домохозяйство составлял $43556.
Также 84,4 % взрослого населения имело законченное среднее образование, а 12,1 % имело высшее образование.